# Strychnos panganensis
Strychnos panganensis är en tvåhjärtbladig växtart som beskrevs av Gilg.. Strychnos panganensis ingår i släktet Strychnos och familjen Loganiaceae. Inga underarter finns listade i Catalogue of Life.